# Попов, Дмитрий Дмитриевич (гинеколог)
Попо́в Дми́трий Дми́триевич (1862—1930) — хирург-гинеколог. Профессор Военно-медицинской академии, руководил кафедрой клинического акушерства и женских болезней в 1911—1918 годах.

## Биография
В 1888 году окончил Военно-медицинскую академию с отличием. В мае 1890 года защитил докторскую диссертацию на тему «К вопросу об изменениях яичников при фибромиомах матки». С 1897 года исполнял обязанности заведующего академической клиникой, вёл теоретическое преподавание акушерства и гинекологии. Заведовал акушерско-гинекологическим отделением Санкт-Петербургского Николаевского военного госпиталя (с 1902 года).
В 1911 году возглавил кафедру клинического акушерства и гинекологии ВМА (после увольнения из академии профессора А. И. Лебедева), которой руководил до 1918 года. Являясь разносторонне образованным специалистом и опытным хирургом, активно разрабатывал хирургические методы в гинекологии и онкогинекологии, использовал, кроме клинических наблюдений, гистологические и бактериологические методы исследований. В 1910 году профессором Д. Д. Поповым была предложена оригинальная операция образования искусственного влагалища из прямой кишки, вошедшая в мировую практику под его именем.
В 1918 году эмигрировал во Францию.
Скончался в 1930 году.

## Научно-врачебная деятельность
Прошёл сложившийся в Академии путь строгого отбора одарённых и подающих надежды выпускников с целью перспективной подготовки. По конкурсу был оставлен на 3 года при Академии как институтский врач для совершенствования. В конкурсе 17 ноября 1888 года приняли участие 29 выпускников, у Д. Д. Попова при голосовании в Конференции оказался один из лучших результатов — за 15, против 4. При нахождении во врачебном институте исполнял обязанности ординатора клиники профессора А. И. Лебедева, вёл стационарных больных, принимал амбулаторных, участвовал как помощник во всех операциях профессора, проводил клинические обходы и разборы больных со студентами. Кроме того, при закрытии клиники на лето 1889 года состоял ординатором Надеждинского родовспомогательного заведения. В 1889—1890 учебном году заведовал родильным покоем клиники. Одновременно на него были возложены обязанности академического врача. Проявлял интерес к гистологическим и бактериологическим исследованиям, в совершенстве овладел методиками и в дальнейшем успешно применял их в клинической и научной деятельности. 
По конкурсу был направлен за казённый счёт в заграничную командировку от Академии и, кроме того, командирован от Министерства народного просвещения для изучения эмбриологии на зоологической станции в Неаполе у профессора Дорна. В период стажировки занимался в акушерско-гинекологических клиниках и лабораториях Берлина, Дрездена, Лейпцига, Неаполя, Парижа, Лондона, Праги, Вены (у профессоров Вальдейера и Вирхова — по эмбриологии и анатомии женской половой сферы, Хиари — по патологической анатомии, Гофмейстера — по экспериментальной патологии, Дюкло и И. И. Мечникова — по бактериологии). За период прикомандирования выполнил и опубликовал 10 научных работ, одну из которых — «К вопросу об изменениях яичников при фибромиомах матки» — он защитил в 1890 году как диссертацию на степень доктора медицины. 
Вскоре по возвращении в Академию, после прочтения двух пробных лекций, получил звание приват-доцента (при голосовании 24 «за», «против» 2), в январе 1885 года был назначен штатным доцентом и оставался им в течение трёх лет. Во время болезни профессора А. И. Лебедева в 1897/98 учебном году Конференция поручила Д. Д. Попову заведование клиникой и чтение теоретического лекционного курса 4-му курсу. Одновременно заведовал клинической лабораторией и руководил диссертационными работами прикомандированных врачей — B. C. Груздева, Д. В. Борисова, Н. А. Гиглера, П. Т. Алексеева и других. В 1895 году был избран врачом-специалистом по женским болезням и акушерству Максимилиановской лечебницы, а с 1898 года заведовал Татьянинским городским родильным приютом. В научных трудах, кроме клинических наблюдений, широко использовал результаты морфологических и бактериологических исследований.
В 1911 году уволился из академии (за выслугой лет) А. И. Лебедев, что позволило Конференции назначить ранее избранного Д. Д. Попова на кафедру клинического акушерства и женских болезней. Активно разрабатывал новые оперативные методы в гинекологии. Написал не потерявшую значения для практиков монографию «Терапия родов при узком тазе» (СПб, 1912).